# Oh, Pretty Woman
Oh, Pretty Woman (ursprünglich veröffentlicht als Pretty Woman) ist der Titel eines der weltweit erfolgreichsten Hits des Jahres 1964 von Roy Orbison, der in vielen Ländern den ersten Rang der Hitparade einnahm.

## Entstehung
Orbison nahm bereits seit März 1956 Platten auf. Sun Records verließ er wegen fehlender Perspektiven im September 1958 in Richtung RCA Records, ab September 1959 war er bei Monument Records unter Vertrag. Orbison traf sich mit seinem neuen Autorenpartner William „Bill“ Dees am Samstag, dem 25. Juli 1964, in seinem Haus, um neue Songs auszuarbeiten. Als Orbisons Frau Claudette sich zum Shopping in die Stadt verabschiedete, fragte Roy sie, ob sie hierfür noch Geld brauche. Dees reagierte charmant: „Pretty woman never needs any money“ (eine hübsche Frau braucht niemals Geld); die Idee zum Titel war entstanden. Als Claudette nach etwa 40 Minuten vom Einkauf zurückkam, war angeblich der Song fertig. „Wir schrieben den Song an einem Freitag, am nächsten Freitag nahmen wir ihn auf, am darauf folgenden Freitag wurde er veröffentlicht“.

## Aufnahme
Am 1. August 1964 wurden der Song und die B-Seite Yo Te Amo Maria im Fred Foster-Sound Studio in Nashville unter Produktionsregie des Studioinhabers und Mitgesellschafters von Monument Records, Fred Luther Foster, aufgenommen. Die Tonstudios befanden sich in Hendersonville, nicht weit gelegen vom Wohnort Orbisons. Zwar waren für die Aufnahme lediglich zwei Takes erforderlich, doch ging ihnen eine Vorbereitungszeit von 3 Stunden voraus. In dieser Zeit vor dem ersten Take wurde mit verschiedenen Arrangements experimentiert. Orbison hatte seinen Tournee-Schlagzeuger Paul Garrison mitgebracht, der im Tandem mit Buddy Harman spielte. Die instrumentale Besetzung bestand aus Sessionmusikern des so genannten Nashville A-Teams, nämlich Jerry Kennedy (Leadgitarre Gibson ES-335), von dem das charakteristisch repetitive Achtelnoten-Riff stammt, welches eine Abwandlung des Riffs in Little Richards Lucille darstellt, Ray Edenton (Rhythmusgitarre), Billy Sanford und Wayne Moss (Elektro-Gitarren), Floyd Cramer (Piano) und Boots Randolph (Tenorsaxophon). Die Gitarristen Jerry Kennedy, Wayne Moss und Billy Sanford haben eines der berühmtesten Gitarren-Intros der Popmusik geschaffen. Alleine dieses erinnernswerte Intro verdient eine Beschreibung. Die Basstrommel wird auf jedem Beat geschlagen, während das Snare Drum diesen Beat verdoppelt, und das geschlossene Hi-Hat wird bei jedem Auftakt geschlagen. Nach einem Takt beginnt Grady Martin auf seiner akustischen 12-saitigen Gitarre mit einem aufgelösten Akkord-Riff. Nach einer Wiederholung beginnen der elektrische Bass und die elektrische Leadgitarre, nach zwei weiteren Wiederholungen startet die zweite elektrische Gitarre und wird durch das Saxophon punktuiert.
Oh, Pretty Woman präsentierte einen komplett anderen Musikstil als die vorangegangenen, mit melancholischer Intensität vorgetragenen Singles. Es war eine Riff-betonte Rock-Ballade. Im simplen Songtext sind einige ungewöhnliche Passagen enthalten. Während das „yeah, yeah“ von den Beatles adaptiert wurde, kam es noch zu einem für Musikaufnahmen ungewöhnlichen Fauchen, das Orbison einem Bob-Hope-Film entnommen hatte. Inhaltlich spielen sich große Teile der Story in den Gedanken des Sängers ab, der eine vorbeikommende attraktive Frau beobachtet. Er fragt sich, ob sich die hübsche Frau einsam fühlt. Er wünscht sich, dass sie mit ihm spricht, mit ihm lacht und bei ihm bleibt, aber sie geht an ihm vorbei. Erst im letzten Augenblick dreht sie sich um und kommt auf ihn zu.

## Veröffentlichung
Die Single erschien am 8. August 1964 als Oh, Pretty Woman / Yo Te Amo Maria (Monument #851) und gelangte am 29. August 1964 in die US-Hitparade, wo sie ab 26. September 1964 für drei Wochen den ersten Rang einnahm. In Großbritannien kam die Platte im September 1964 auf den Markt und hielt sich hier ab 8. Oktober 1964 für zwei Wochen auf dem ersten Rang. Ab 19. Dezember 1964 belegte sie in den deutschen Charts für drei Wochen den Spitzenrang. Das war auch in allen anderen wichtigen Musikmärkten weltweit der Fall. Der Titel sollte der einzige Nummer-eins-Hit des Sängers bleiben. Bis Oktober 1964 war die Single in den USA bereits Millionenseller, weitere 680.000 Exemplare wurden in Großbritannien verkauft, 500.000 in Deutschland und 180.000 in Kanada. Insgesamt wurden über sieben Millionen Stück weltweit vermarktet. Damit entwickelte sich die Platte zu Orbisons erfolgreichstem Hit.
Für die LP-Version wurde übrigens eine neue Studio-Aufnahme eingespielt (hörbar in der Liedbrücke). Während er in der Single-Fassung singt: „Come to me, baby, I'll treat you right …“, heißt es in der LP-Version dagegen „Come with me, baby …“. Die Ursprungsfassung war für ihre Zeit zu sinnlich.

## Kommerzieller Erfolg

### Chartplatzierungen
| ChartsChartplatzierungen       | Höchstplatzierung | Wochen/ Monate |
| ------------------------------ | ----------------- | -------------- |
| Deutschland (GfK)              | 1 (4½ Mt.)        | 4½ Mt.         |
| Österreich (Ö3)                | 5 (1 Mt.)         | 1 Mt.          |
| Vereinigte Staaten (Billboard) | 1 (15 Wo.)        | 15 Wo.         |
| Vereinigtes Königreich (OCC)   | 1 (18 Wo.)        | 18 Wo.         |

| ChartsJahrescharts (1964)      | Platzierung |
| ------------------------------ | ----------- |
| Deutschland (GfK)              | 28          |
| Vereinigte Staaten (Billboard) | 4           |

### Auszeichnungen für Musikverkäufe
| Land/Region                  | Auszeichnungen für Musikverkäufe (Land/Region, Auszeichnung, Verkäufe) | Verkäufe  |
| ---------------------------- | ---------------------------------------------------------------------- | --------- |
| Dänemark (IFPI)              | Gold                                                                   | 45.000    |
| Deutschland (BVMI)           | Gold                                                                   | 500.000   |
| Italien (FIMI)               | Gold                                                                   | 50.000    |
| Neuseeland (RMNZ)            | Platin                                                                 | 30.000    |
| Spanien (Promusicae)         | Platin                                                                 | 60.000    |
| Vereinigte Staaten (RIAA)    | Gold                                                                   | 1.000.000 |
| Vereinigtes Königreich (BPI) | Platin                                                                 | 600.000   |
| Insgesamt                    | 4× Gold · 3× Platin ·                                                  | 2.285.000 |

## Coverversionen, Auszeichnungen und Plagiatsprozess
Insgesamt sind bei BMI 14 Coverversionen registriert. Der Song wurde mit einem BMI-Award ausgezeichnet. Im Jahre 1991 erhielt Orbison für Pretty Woman posthum einen Grammy. In der Liste der 500 besten Songs aller Zeiten des Magazins Rolling Stone belegt das Stück Platz 222.
Die erfolgreichste Coverversion stammte von Van Halen (Februar 1982), die Rang 12 der US-Charts erreichte. Die deutsche Fassung erschien unter dem Titel Pretty Woman von Gerd Böttcher im Jahre 1964, ohne in den deutschen Charts notiert zu werden. Der Musiktitel bildete auch die Titelmusik für den Kinofilm Pretty Woman, der am 23. März 1990 in den USA in die Kinos kam.
Im Jahre 1989 kam es zu einem Plagiats-Prozess mit 2 Live Crew. Dieses Rap-Quartett hatte am 15. Juli 1989 die LP As Clean As They Wanna Be herausgebracht, auf der auch „Oh, Pretty Woman“ (mit Erwähnung der Autoren Orbison/Dees) enthalten war. Am 5. Juli 1989 wurde Orbisons Musikverlag Acuff-Rose Publishing über die beabsichtigte Parodie der 2 Live Crew unterrichtet, der aber eine Genehmigung verweigerte. Dessen ungeachtet wurde die Parodie veröffentlicht. Nach knapp 250.000 verkauften LPs kam es dann zur Klage. 2 Live Crew übernahmen das charakteristische Gitarren/Bass/Schlagzeug-Riff vom Original als Sample und änderten den Text und geringfügig auch den Rhythmus für ihre Version ab. Die Änderungen waren nicht substantiell, sodass das Original selbst für den Laien erkennbar bleibt. Es kam zur Klage, die letztlich beim Obersten US-Zivilgericht (Supreme Court) am 7. März 1994 endete. Das Gericht sah keine Urheberrechtsverletzung, sondern einen erlaubten Fall der Fair-Use-Doktrin im Rahmen einer – vom Gericht ausdrücklich nicht bewerteten – Parodie. 2 Live Crews Fassung war bis zu einem bestimmten Grad ein kritischer Kommentar zum Original.
Auswahl der Interpreten, die Coverversionen aufnahmen:
- Al Green
- Andy Kim
- Benny Quick (auf Deutsch) „Noch bist Du einsam“
- Charly Marks
- Connie Francis (nahm das Lied als Lovin' Man auf, Textstellen wurden geschlechtsspezifisch umgedichtet)
- Geno Washington
- Gerd Böttcher (auf Deutsch)
- John Cougar
- Johnny Rivers
- Leroy Van Dyke
- Peter Hofmann
- Sylvie Vartan (auf Französisch) „L'homme en noir“
- The Newbeats
- Van Halen (1982 in den US-Top 20)
- Peter Cornelius (auf Deutsch im Wiener Dialekt)
- Ulli Bäer – Schönes Madl
- Karel Zich und Lenka Filipová – "Honem, honem" (1987)

## Trivia
Der Blues- und Rockmusiker Gary Moore veröffentlichte auf seiner LP Still Got the Blues im März 1990 ein Lied mit dem Titel Oh Pretty Woman. Zwischen diesem und Orbisons Song besteht kein Zusammenhang; Text und Melodie stammen von A. C. Williams. Die Aufnahme von Gary Moore ist eine Cover-Version des am 3. August 1966 von Albert King aufgenommenen Bluessongs. John Mayall mit seinen Bluesbreakers nahm bereits am 12. Juli 1967 diesen Song für seine LP Crusade auf.